# Goldlachsartige
Die Goldlachsartigen (Argentiniformes) sind eine Ordnung kleiner, mariner, oft in der Tiefsee lebender Knochenfische. Die Familien dieser Ordnung wurden früher zu den Stintartigen (Osmeriformes) gezählt. 

## Merkmale
Gemeinsames Kennzeichen der Ordnung ist eine „Epibranchialorgan“ genannte komplexe, sackförmige Struktur hinter dem Kiemenbogen, die mit der planktonischen Ernährung der Fische in Verbindung gebracht wird. Goldlachsartige besitzen in den meisten Fällen eine Fettflosse und eine Schwimmblase. Ihre Rückenflosse liegt über der Körpermitte, die Schwanzflosse ist gegabelt. Das Maul ist klein. Die Fische sind silberfarben und legen relativ kleine Eier.

## Familien
Es gibt vier Familien, 19 Gattungen und über 70 Arten:
- Familie Goldlachse (Argentinidae)
- Familie Tiefseestinte (Bathylagidae)
- Familie Microstomatidae
- Familie Gespensterfische (Opisthoproctidae)

Die drei Familien, die früher in der Unterordnung Alepocephaloidei innerhalb der Argentiniformes geführt wurden, sind inzwischen als eigenständige Ordnung (Alepocephaliformes) abgetrennt worden.